# Federação de Voleibol do Turquemenistão
A Federação de Voleibol do Turquemenistão  (em inglês: Turkmenistan Volleyball Federation, TVF) é  uma organização fundada em 1992 que governa a pratica de voleibol na Turquemenistão, sendo membro da Federação Internacional de Voleibol e da Confederação Asiática de Voleibol, a entidade é responsável por  organizar  os campeonatos nacionais de  voleibol masculino e feminino no país.